# Wilhelm Sebardt
Carl Wilhelm Sebardt, född den 23 maj 1841 i Stockholm (Sankt Nikolai församling), död där den 18 december 1918 (Jakobs församling), var en svensk apotekare och kommunalman.

## Biografi
Sebardt avlade farmacie studiosiexamen 1861 samt apotekarexamen 1863. Han köpte 1865 apoteket Lejonet i Stockholm och blev samma år hovapotekare. Carl Gustaf Santesson skriver i Nordisk familjebok: "S. har utvecklat en ovanligt liflig och betydelsefull verksamhet till apotekarkårens och den farmaceutiska undervisningens bästa under en period, då de mest genomgripande reformer på apoteksväsendets område varit å bane och till god del genomförts." År 1867 inträdde Sebardt i Apotekarsocietetens direktion, var ett par år dess sekreterare och 1878-1906 dess ordförande. Sebardt var ledamot i en rad kommittéer för utarbetande av medicinaltaxor och till förbättrande av apotekarnas ekonomiska ställning. Vidare deltog han verksamt i ordnandet av apoteksprivilegiernas amortering och övertagande av staten, i höjandet av apotekarkårens förkunskaper genom införande av mogenhetsexamen som villkor för tillträde till den farmaceutiska studiebanan, varjämte han verkade för kvinnans rätt till inträde på nämnda bana.
Som ordförande i Apotekarsocieteten arbetade Sebardt vidare för statens fullständiga övertagande och ordnande av den farmaceutiska undervisningen och för bildandet av apotekarkårens livränte- och pensionskassa, särskilt även för möjliggörande av apotekarnas pensionering efter 1920, då samtliga apoteksprivilegier skulle vara inlösta av staten och apotekarna sålunda bli statstjänstemän. Han medverkade till att uppgöra förslag till författning angående apoteksvarors natur och rörande handel med sådana. Från 1894 var han en lång följd av år ledamot av kommissionen för utarbetande av ny farmakopé. Av Farmaceutiska institutets styrelse var Sebardt ledamot 1876-88 och sedan 1902 samt verkade mycket gott för institutet, särskilt då detta var i behov av ekonomiskt stöd.
I Farmaceutiska föreningen var Sebardt vice ordförande 1869-70 och styrelseledamot 1880-81. Vid det första allmänna farmaceutmötet i Göteborg 1891 var Sebardt ordförande. Även befrämjade han verksamt tillverkningen av konstgjorda mineralvatten och bildandet, i mitten av 1870-talet, av Apotekarnes mineralvatten aktiebolag. År 1903 hedrade Apotekarsocieteten Sebardt bland annat genom att avsätta 10 000 kronor under namn av "C. W. Sebardts minnesfond" och överlät åt Sebardt att närmare ange dess användning. Enligt hans bestämmelse skall räntan utgå till ett eller flera stipendier för farmaceuters studieresor inom eller utom landet. Åren 1877-1905 var Sebardt ledamot av Stockholms stadsfullmäktige och 1886-1901 ledamot (sedan 1892 vice ordförande) i hälsovårdsnämnden med mera.
Sebardt tjänade som hovapotekare under tre kungar: Karl XV, Oscar II och Gustaf V. Bland annat var han den som tillverkade kröningssalvan till Oscar II:s kröning - den sista kungliga kröningen i Sverige.
Wilhelm Sebardts föräldrar var Carl Fabian Sebardt och Carolina Sprinchorn. Fadern tillhörde en släkt som invandrat från Pommern på 1700-talet och modern tillhörde en släkt av apotekare i flera generationer. Wilhelm Sebardt gifte sig 1866 med Josefin Göransson, som var dotter till Göran Fredrik Göransson, grundaren av Sandvikens Jernverksaktiebolag. Sebardt kom sedermera att bli medlem av företagets styrelse och dess ordförande 1910–1917. Wilhelm Sebardt och hustrun Josefin fick sex barn, av vilka det yngsta avled i späd ålder.

## Utmärkelser
- Konung Oscar II:s och Drottning Sofias guldbröllopsminnestecken, 1907.[5]
- Konung Oscar II:s jubileumsminnestecken, 1897.[5]
- Kommendör av första klassen av Vasaorden, 1 december 1906.[6]
- Riddare av Nordstjärneorden, 1890.[7]